# Gary Hocking

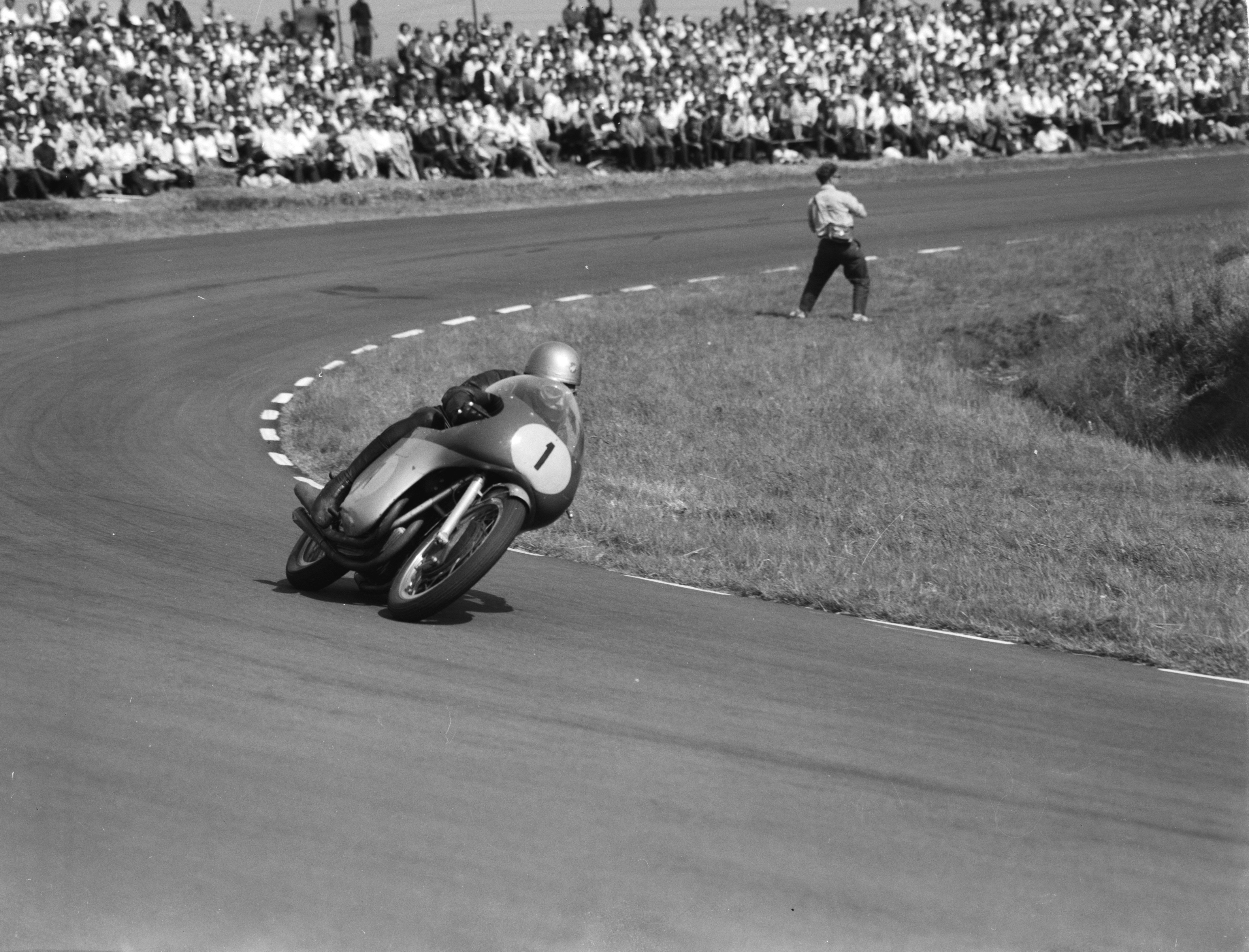
Hocking en 1961.

Gary Stuart Hocking (Caerleon, Gales, 30 de septiembre de 1937-Durban, Sudáfrica, 21 de diciembre de 1962) fue un piloto de motos nacido en Gales y criado en Rodesia del Sur, que representó a la Federación de Rodesia y Nyasalandia en el Campeonato del Mundo de Motociclismo, entre otras competiciones.

## Biografía

### Comienzos
Hocking nació en Caerleon, cerca de Newport, Monmouthshire, en el sudeste de Gales, pero fue criado en Bulawayo (Rodesia del Sur), actual Zimbabue. Como era adolescente, comenzó a competir en motocicletas en pistas de tierra. En poco tiempo, empezó a competir en circuitos de carreras de ruta.

### Campeonato del Mundo de Motociclismo
Dejó Rodesia para competir en Europa en 1958 y tuvo un impacto inmediato, terminando tercero detrás de las MV Agusta en el circuito de Nürburgring y siendo patrocinado por el mancuniano Reg Dearden, que le proporcionó una nueva Norton Manx de 350 cc y 500 cc. Tras magníficos campeonatos en 1959 y 1960, donde llegó a ser subcampeón en tres categorías (125cc, 250 cc y 350cc, empatado en esta última a puntos con el campeón), la gloria le llegó pronto y por partida doble. En 1961 consiguió ser campeón en 500 cc y 350cc, ganando 7 (de un total de 10) y 4 carreras (de un total de 7) respectivamente.

### Retirada del motociclismo, inicios en automovilismo y muerte
Se vio profundamente afectado por la muerte de su amigo Tom Phillis en el TT Isla de Man en 1962, en la primera prueba de ese año del mundial. Después de ganar esa misma prueba en 500 y ser segundo en 350, y pese a ser el máximo favorito a revalidar los dos títulos, anunció su retirada del motociclismo. Lo consideraba demasiado peligroso, y se pasó al automovilismo, que creía más seguro. Por desgracia, en diciembre de ese año, perdió la vida al fracturarse el cráneo en un Caída en el Gran Premio de Natal, previo al GP de Sudáfrica de Fórmula 1, al cual estaba inscrito con un Lotus 24 de Rob Walker. Fue enterrado en su Newport natal.

## Resultados

### Campeonato del Mundo de Motociclismo
Sistema de puntuación desde 1950 hasta 1968:
| Posición | 1.º | 2.º | 3.º | 4.º | 5.º | 6.º |
| Puntos   | 8   | 6   | 4   | 3   | 2   | 1   |

(Carreras en negrita indica pole position, carreras en cursiva indica vuelta rápida.)
| Año  | Cat.   | Moto      | 1     | 2       | 3       | 4       | 5     | 6       | 7       | 8       | 9     | 10      | 11    | Pts. | Pos. |
| ---- | ------ | --------- | ----- | ------- | ------- | ------- | ----- | ------- | ------- | ------- | ----- | ------- | ----- | ---- | ---- |
| 1958 | 500 cc | Norton    | IOM - | NED 6   | BEL -   | GER 3   | SWE 4 | ULS -   | NAT -   |         |       |         |       | 8    | 6.º  |
| 1959 | 120 cc | MZ        |       | IOM -   | GER -   | NED -   | BEL - | SWE Ret | ULS 2   |         |       |         |       | 7    | 9.º  |
| 1959 | 120 cc | MV Agusta |       |         |         |         |       |         |         | NAT 6   |       |         |       | 7    | 9.º  |
| 1959 | 250 cc | MZ        |       | IOM -   | GER -   | NED -   | BEL - | SWE 1   | ULS 1   | NAT Ret |       |         |       | 16   | 2.º  |
| 1959 | 350 cc | Norton    | FRA 2 | IOM 12  | GER 2   |         |       | SWE Ret | ULS -   | NAT -   |       |         |       | 12   | 4.º  |
| 1959 | 500 cc | Norton    | FRA 3 | IOM -   | GER -   | NED Ret | BEL 2 |         | ULS -   | NAT Ret |       |         |       | 10   | 5.º  |
| 1960 | 120 cc | MV Agusta |       | IOM 2   | NED 2   | BEL 5   |       | ULS 2   | NAT 5   |         |       |         |       | 18   | 2.º  |
| 1960 | 250 cc | MV Agusta |       | IOM 1   | NED 2   | BEL 2   | GER 1 | ULS Ret | NAT Ret |         |       |         |       | 28   | 2.º  |
| 1960 | 350 cc | MV Agusta | FRA 1 | IOM -   | NED 2   |         |       | ULS -   | NAT 1   |         |       |         |       | 22   | 2.º  |
| 1961 | 250 cc | MV Agusta | ESP 1 | GER Ret | FRA Ret | IOM Ret | NED - | BEL -   | DDR -   | ULS -   | NAT - | SWE -   | ARG - | 8    | 8.º  |
| 1961 | 350 cc | MV Agusta |       | GER Ret |         | IOM 2   | NED 1 |         | DDR 1   | ULS 1   | NAT 1 | SWE Ret |       | 32   | 1.º  |
| 1961 | 500 cc | MV Agusta |       | GER 1   | FRA 1   | IOM NC  | NED 1 | BEL 1   | DDR 1   | ULS 1   | NAT - | SWE 1   | ARG - | 48   | 1.º  |
| 1962 | 350 cc | MV Agusta | IOM 2 | NED -   |         | ULS -   | DDR - | NAT -   | FIN -   |         |       |         |       | 6    | 8.º  |
| 1962 | 500 cc | MV Agusta | IOM 1 | NED -   | BEL -   | ULS -   | DDR - | NAT -   | FIN -   | ARG -   |       |         |       | 8    | 5.º  |

### Fórmula 1
(Clave) (negrita indica pole position) (cursiva indica vuelta rápida)

| Año     | Escudería              | 1   | 2   | 3   | 4   | 5   | 6   | 7   | 8   | 9       | Pos. | Pts. |
| ------- | ---------------------- | --- | --- | --- | --- | --- | --- | --- | --- | ------- | ---- | ---- |
| 1962    | RRC Walker Racing Team | NED | MON | BEL | FRA | GBR | GER | ITA | USA | RSA DNP | NC   | 0    |
| Fuente: |                        |     |     |     |     |     |     |     |     |         |      |      |